# ديف هارت
ديف هارت (بالإنجليزية: David Hart)‏ هو لاعب كرة قدم أمريكية أمريكي، ولد في 1925، وتوفي في 14 مارس 2009.